# Stephanskirchen
Stephanskirchen é um município da Alemanha, no distrito de Rosenheim, na região administrativa de Oberbayern, estado de Baviera.